# Conrad Noll
Conrad Noll (* 10. April 1991) ist ein deutscher Jazzmusiker (Kontrabass, Komposition).

## Leben und Wirken
Noll hatte ab acht Jahren zunächst klassischen Cellounterricht. Im Jugendalter begann er sich für Jazz zu interessieren und beschäftigte sich ab 2007 zunächst autodidaktisch mit dem Kontrabass, bevor er ihn schließlich zu seinem Hauptinstrument machte. Er studierte dann Kontrabass und Cello, beides mit Abschluss Bachelor, an der Hochschule für Musik und Tanz Köln.
Bereits seit 2009 spielte Noll im HNK Trio mit dem Pianisten Felix Hauptmann und dem Schlagzeuger Fabian Künzer. Bei der Bundesbegegnung „Jugend jazzt“ belegte das Trio 2011 den zweiten Platz und erhielt somit den DLF-Studiopreis. In der Folge nahm das Trio darauf sein erstes Album First Steps (2012), gefolgt von einem zweiten Album auf Unit Records 2014 (gemeinsam mit dem Saxophonisten Florian Boos). Daneben war er in verschiedenen Formationen tätig, wie in Sebastian Gramss’ Bassmasse (Album Schwarm, 2014), dem Quartett von Yaroslav Likhachev, dem Quintett von Daniel Tamayo und den Quartetten von Clemens Gottwald und Julia Kriegsmann. Mit seinem eigenen Conrad's Quintett (mit Jan Klinkenberg, Thomas Esch, David Heiss, Daniel Filbert) spielt er hauptsächlich Eigenkompositionen und Arrangements von Kompositionen des Kontrabassisten Oscar Pettiford.